# 小鼻綠鸚嘴魚
小鼻綠鸚嘴魚，又名鈍頭鸚哥魚，俗名鸚哥，為輻鰭魚綱鱸形目隆頭魚亞目鸚哥魚科的其中一種。

## 分布
本魚分布於太平洋區，包括台灣、琉球群島、中國南海、菲律賓、印尼、新幾內亞、澳洲、羅得豪島、拉帕島、密克羅尼西亞、索羅門群島、馬紹爾群島、帛琉、馬里亞納群島、夏威夷群島等海域。

## 深度
水深2至35公尺。

## 特徵
本魚體延長而略側扁。幼魚體黑具數條較寬的白色平行縱紋，尾鰭黑色不透明，截型尾鰭。雄魚額部突出，使吻部呈陡直狀；雌魚則略隆起而使頭背部幾成直線。約20公分的魚體，體暗灰帶棕綠色，且魚體越大藍綠色調越明顯。較大魚體的雄魚魚嘴具鮮豔的綠色斑紋。背鰭硬棘9枚、背鰭軟條10枚、臀鰭硬棘3枚、臀鰭軟條9枚。體長可達55公分。

## 生態
幼魚通常單獨生活於較淺的珊瑚礁區。成魚則通常成群的洄游於珊瑚礁區離岸較遠的一端。

## 經濟利用
食用魚類，適合清蒸、紅燒或用溫火燒烤食用之。曾有熱帶魚毒的中毒報告，故須注意。另外可作為觀賞魚。